# Henry Laurens (politician american)

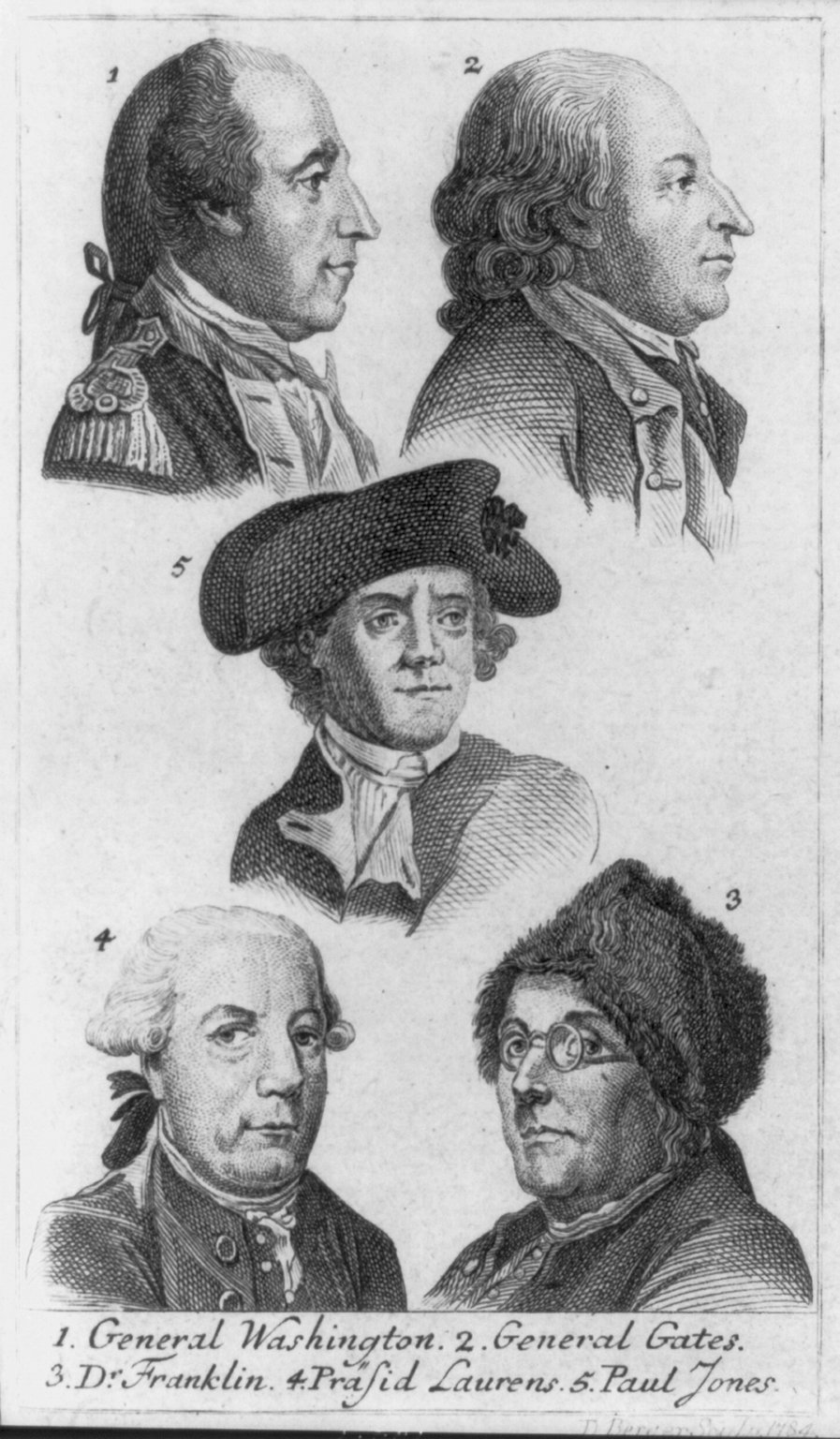
1. Generalul George Washington 2. Generalul Horatio Gates 3. Benjamin Franklin 4. Henry Laurens 5. John Paul Jones.

Henry Laurens (n. 6 martie 1724 – d. 8 decembrie 1792) a fost un comerciant și cultivator de orez american din statul South Carolina, care a devenit lider politic în timpul Războiului Revoluționar American.  Laurens a fost unul din delegații statului său în Continental Congress, cel de-al treilea președinte al celui de-al doilea Congres Continental (conform originalului Second Continental Congress), funcționând între 1 noiembrie 1777 și 9 decembrie 1778), vice-președintele a South Carolina și diplomat.

## Viață personală
Henry s-a născut ca fiu al lui John și Esther Grasset Laurens în Charleston, Carolina de Sud.

## Evenimente târzii
Orașul Laurens din statul Carolina de Sud este numit după el.  Generalul Lachlan McIntosh, care a lucrat pentru Laurens ca funcționar, devenind ulterior prieteni intimi, a denumit Fort Laurens după numele său de familie.